# 法默斯維爾 (密蘇里州)
法默斯維爾（英語：Farmersville）是位於美國密蘇里州利文斯頓縣的非建制地區。

## 歷史
法默斯維爾的郵局於1867年設立，其後於1901年停運。

## 地理
法默斯維爾所處的海拔為高於海平面229米（即751英呎），而該地所採用的時區為UTC-6，即北美中部時區（CST）。同時該地設有夏令時間，為UTC-6調快一小時，即UTC-5（CDT）。